# Жан дьо ла Валет
Жан дьо ла Валет (на френски: Jean de la Valette) е велик магистър от малтийския период на ордена на рицарите хоспиталиери на св. Йоан Кръстител. Той е начело на ордена в периода 1557 – 1568 година. Ла Валет остава в историята, като водач на ордена и герой по време на Голямата обсада на Малта от османските турци през 1565 година, както и със започване на изграждането на град Валета, носещ неговото име, станал по-късно новата столица на страната.

## Биография
Жан Паризо дьо ла Валет е роден през 1494 година в стара благородническа фамилия от Керси – бивша провинция в югозападна Франция. Няколко членове на фамилията са били висши длъжностни лица в Тулуза. Други от тях са съпровождали френските крале в кръстоносните походи.
Ла Валет се присъединява към ордена на рицарите на св. Йоан още на 20-годишна възраст, като рицар от лигата на Прованс. Участвал е в отбраната на остров Родос при обсадата му от турците през 1522 година през време на родоския период на ордена. Придружава тогавашния велик магистър Филип дьо Л`Исла Адам при изгнанието на ордена след изтласкването на хоспиталиерите от гръцкия остров от армията на Сюлейман I.
През 1530 г. орденът се установява на остров Малта, даден им от император Карл V. През 1538 г. Ла Валет е изпратен за две години да служи като военен губернатор в Триполи, също държан от рицарите по това време. Тук той показва уменията си на военен ръководител в селището, постоянно атакувано от корсарите на Тургут Рейс (наричан още Драгут) – пират, бей на Алжир и османски адмирал. По време на акция срещу корсаря Абд-ур-Рахман Куст Али през 1541 година, Ла Валет е сериозно ранен и попада в плен. В продължение на година той живее като роб на османска галера. Размяна на пленници между ордена и корсарите осигурява неговото освобождение. През 1554 г. Ла Валет е назначен за главен капитан (адмирал) на ордена. Това е голяма чест за лигата на Прованс, тъй като през по-голяма част от историята на хоспиталиерите длъжността адмирал е носена от рицар от италианската лига.